# Gorovje Virunga
Gorovje Virunga (znano tudi kot Mufumbiro) je veriga ognjenikov v Vzhodni Afriki, na območju, kjer se stikajo Ruanda, Demokratična republika Kongo (DRK) in Uganda. Gorovje je veja gorovja Albertovega tektonskega jarka, ki meji na zahodno vejo Velikega tektonskega jarka. So med Edvardovm jezerom in jezerom Kivu. Ime Virunga je angleška različica kinyarwandske besede ibirunga, kar pomeni 'vulkani'.

## Geografija in zgodovina izbruhov
Trije vulkani, ki ležijo izključno v Demokratični republiki Kongo, so Nyiragongo (3462 m), Nyamuragira (3063 m) in Mikeno (4437 m). Izbruh Nyiragonga leta 1977 je ubil 2000 ljudi. Leta 2002 je iz kraterja tega vulkana pritekla tekoča lava in poplavila ulice 20 km oddaljenega mesta Goma. Večini ljudi je uspelo pobegniti; umrlo je 147 ljudi, prizadetih pa je bilo približno 250.000 prebivalcev mesta Goma, od katerih so nekateri pobegnili v sosednji državi Ruando in Ugando. Tudi Nyamuragira je s svojimi dejavnostmi povzročil večkratno preselitev prebivalstva. Nazadnje, leta 2002, hkrati z izbruhom Nyiragonga, je tekoča lava tekla iz Nyamuragire proti jezeru Kivu in spremenila strukturo njegove obale.
Osrednja skupina vključuje Karisimbi, najvišji vulkan v gorovju s 4507 m in Bisoko s 3711 m. Oba vrhova sta polovica v Demokratični republiki Kongo in polovica v Ruandi.
V vzhodno skupino sodi Sabinyo (3634 m), najstarejši vulkan Virunga, ki leži v mejnem trikotniku med Ruando, Ugando in Demokratično republiko Kongo, pa tudi Gahinga (3474 m) in Muhabura (4127 m), ki pripadata vsaki polovici, sta v Ugandi in Ruandi.

## Narava in zavarovana območja
Vulkani Virunga so pokriti s tropskim gorskim deževnim gozdom in so dom redkih gorskih goril, ki je zaradi izgube habitata, divjega lova, bolezni in vojne uvrščena na rdeči seznam ogroženih vrst IUCN (Butynski et al. 2003). Zlasti za zaščito gorskih goril, ki se sicer pojavljajo samo v narodnem parku Bwindi v Ugandi, je princ Albert leta 1925 ustanovil prvi afriški narodni park, Albertov narodni park, ki je bil razdeljen na narodni park vulkani v Ruandi in narodni park Virunga v DR Kongo leta 1969.
Raziskovalni center Karisoke, ki ga je ustanovila Dian Fossey za opazovanje goril v njihovem naravnem okolju, je med gorama Karisimbi in Bisoke.

## Seznam gorskih vrhov v gorovju Virunga
| Ime gore        | Lega                  | nadmorska višina m |
| --------------- | --------------------- | ------------------ |
| Mount Karisimbi | Rwanda / DRC          | 4507               |
| Mount Mikeno    | DRC                   | 4437               |
| Mount Muhabura  | Rwanda / Uganda       | 4127               |
| Mount Bisoke    | Rwanda / DRC          | 3711               |
| Mount Sabyinyo  | Rwanda / Uganda / DRC | 3674               |
| Mount Gahinga   | Rwanda / Uganda       | 3474               |
| Nyiragongo      | DRC                   | 3470               |
| Nyamuragira     | DRC                   | 3058               |

## Narodni parki
- Narodni park Virunga, Demokratična republika Kongo
- Narodni park vulkanov, Ruanda
- Narodni park goril Mgahinga, Uganda

## V kulturi
Roman Michaela Crichtona Kongo je večinoma postavljen v regijo Virunga.
Gorile v megli in istoimenski roman dokumentirata delo in smrt primatologinje Dian Fossey. Taborišče, iz katerega je delovala, Karisoke Research Center, še vedno obstaja v gorovju Virunga.